# Epicauta dongolensis
Epicauta dongolensis là một loài bọ cánh cứng trong họ Meloidae. Loài này được Laporte de Castelnau in Brullé miêu tả khoa học năm 1840.